# 梁棋祥
拿督梁棋祥（英語：Paul Leong Khee Seong，1939年—）是马来西亚政治人物、民政党党员。1939年生于马来西亚霹雳州怡保。1974年至1990年担任太平国会议员。1978年，梁棋祥出任原产业部长。1982年大选后，时任首相马哈迪·莫哈末继续让他担任该职，直至1986年大选。梁棋祥目前是精英大学名誉校长。
他在1963年毕业于澳大利亚的新南威尔士大学，获化学工程学士学位。

## 封衔

### 马来西亚
- 霹靂 :
  -  霹雳效忠拿督勋章 (DPCM) - 拿督（1979年）